# Пам'ятник Йозефу Роту
Пам'ятник Йозефу Роту — погруддя австрійському письменнику і журналісту українського єврейського походження Йозефу Роту, встановлений у Бродах на вулиці Коцюбинського на окрайці сходів з правого боку від входу до бродівської гімназії ім. Івана Труша 31 липня 2019 року. Виготовлений Володимиром Цісариком за кошти, надані урядом Німеччини у рамках реалізації проєкту «Буковинсько-Галицький літературний маршрут»

## Історія
Йозеф Рот — відомий австрійський письменник, уродженець міста Броди, що на Львівщині. Твори писав німецькою, найвідомішими стали романи «Йов. Роман простої людини» (1930) та «Марш Радецького» (1932). Більшість його творів екранізовано.
Ініціатори проєкту — професор Чернівецького національного університету імені Юрія Федьковича Петро Рихло і співробітник німецько-єврейського музею (м. Берлін) художниця Гельґа фон Льовеніх, автори проЄкту «Буковинсько-Галицький літературний маршрут» та уряд Німеччини. Саме завдяки коштам останніх, при співфінансування з боку Бродівської міської ради, і стало можливим втілення проЄкту в життя.
Бронзове погруддя виконав львівський скульптор Володимир Цісарик. Урочисте відкриття відбулося 4 серпня 2019 року. В церемонії відкриття взяли участь кілька десятків мешканців та гостей міста, серед яких — посолка Німеччини в Україні Анка Фельдгузен, перший секретар Посольства Австрії Флоріан Кольфюрстмер, артдиректорка фестивалю LvivMozArt Оксана Линів, голова Львівської обласної ради Олександр Ганущин, мер міста Анатолій Белей та громадські активісти.
Серед гостей відкриття були представники міжнародної преси, Deutsche Welle, ORF та ARTE, представники активної громади Бродів та численні мешканці міста.